# Chibchacum
Chibchachum – u Indian Czibczów i Muisków bóg ziemi, patron kupców, rzemieślników i robotników.
Został zesłany do podziemia za spowodowanie powodzi i odtąd za karę dźwiga na barkach ziemię, powodując jej trzęsienia niecierpliwymi ruchami.